# Масло мяты кудрявой

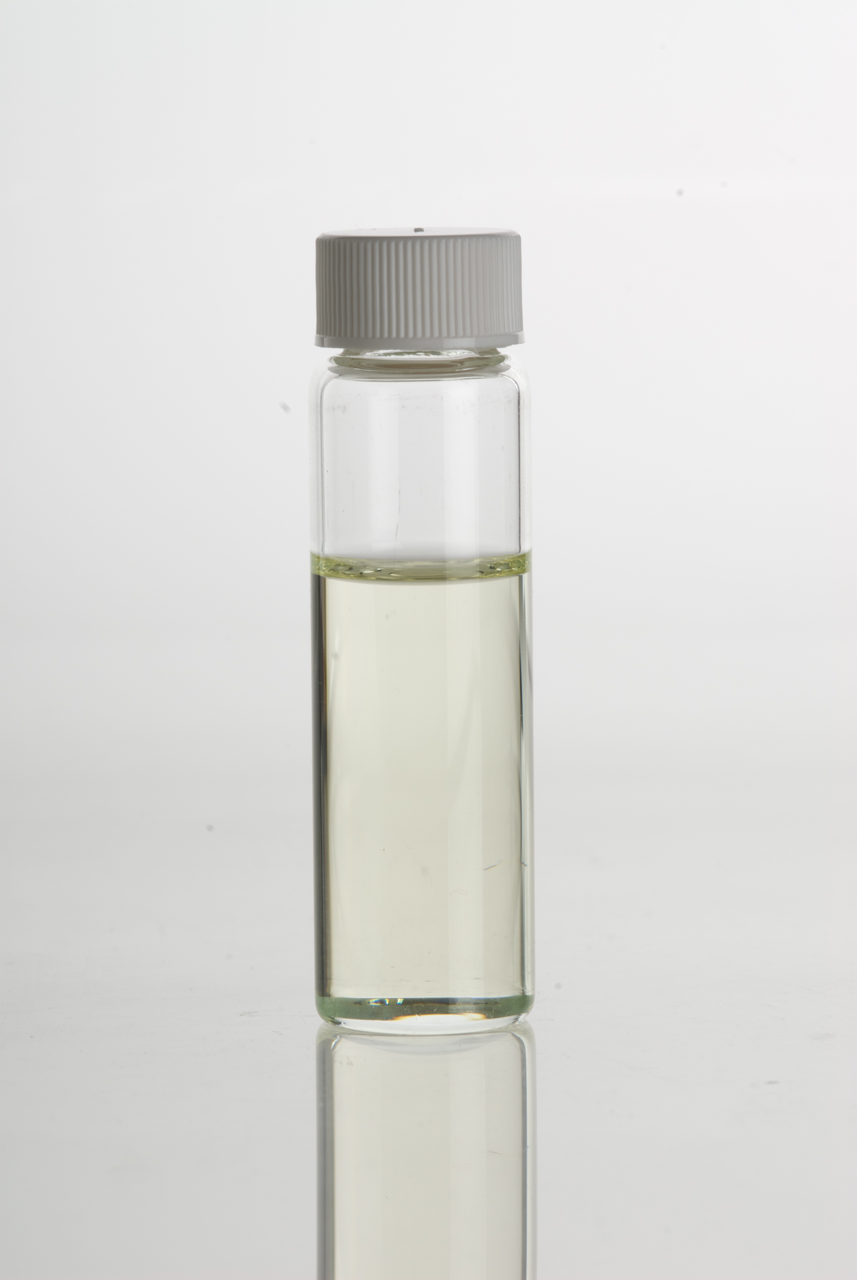
Масло мяты кудрявой

Масло мяты кудрявой (лат. Ol. menthae Crispae; нем. Kranzeminzöl; фр. Ess. de Menthe Crépue; англ. Spearmint oil) — получается отгонкой из Mentha spicata в количестве 0,3 — 0,8 %.
Американское и немецкое масло изначально по свойствам были очень близки друг к другу. Уд. вес их 0,92—0,98; α D = —36° до —48°. Главная составная часть — карвон (50—60 %), далее доказан пинен и лимонен.
Масло производимое в начале двадцатого века в России обладало удельным весом 0,883—0,885; α D = —23° до —34°. Главная составная часть линалоол (50—60 %), затем карвон (5—10 %), цинеол и лимонен.
Масло колосистой мяты получалось в Российской империи в довольно значительном количестве в Ярославской и Нижегородской губерниях, где гналось кустарным способом крестьянами.
Употребляется в нюхательный табак, туалетные мыла и для фальсификации масла перечной мяты.